# Brûlain
Brûlain ist eine französische Gemeinde mit 748 Einwohnern (Stand: 1. Januar 2022) im Département Deux-Sèvres in der Region Nouvelle-Aquitaine. Sie gehört zum Arrondissement Niort, zum Kanton La Plaine Niortaise und ist Mitglied im Gemeindeverband Communauté d’agglomération du Niortais. 

## Geographie
Brûlain liegt im Ballungsraum etwa 20 Kilometer südöstlich von Niort. Umgeben wird Brûlain von den Nachbargemeinden Prahecq im Nordwesten und Norden, Sainte-Blandine im Norden und Nordosten, Saint-Médard und Périgné im Osten, Secondigné-sur-Belle im Süden, Les Fosses im Südwesten sowie Saint-Romans-des-Champs im Westen. 
Durch die Gemeinde führt die Autoroute A10. Der Bahnhof der Gemeinde liegt an der Bahnstrecke Chartres–Bordeaux.

## Bevölkerungsentwicklung
| Jahr                       | 1962 | 1968 | 1975 | 1982 | 1990 | 1999 | 2006 | 2012 | 2019 |
| Einwohner                  | 645  | 589  | 526  | 538  | 563  | 538  | 629  | 702  | 767  |
| Quellen: Cassini und INSEE |      |      |      |      |      |      |      |      |      |

## Sehenswürdigkeiten

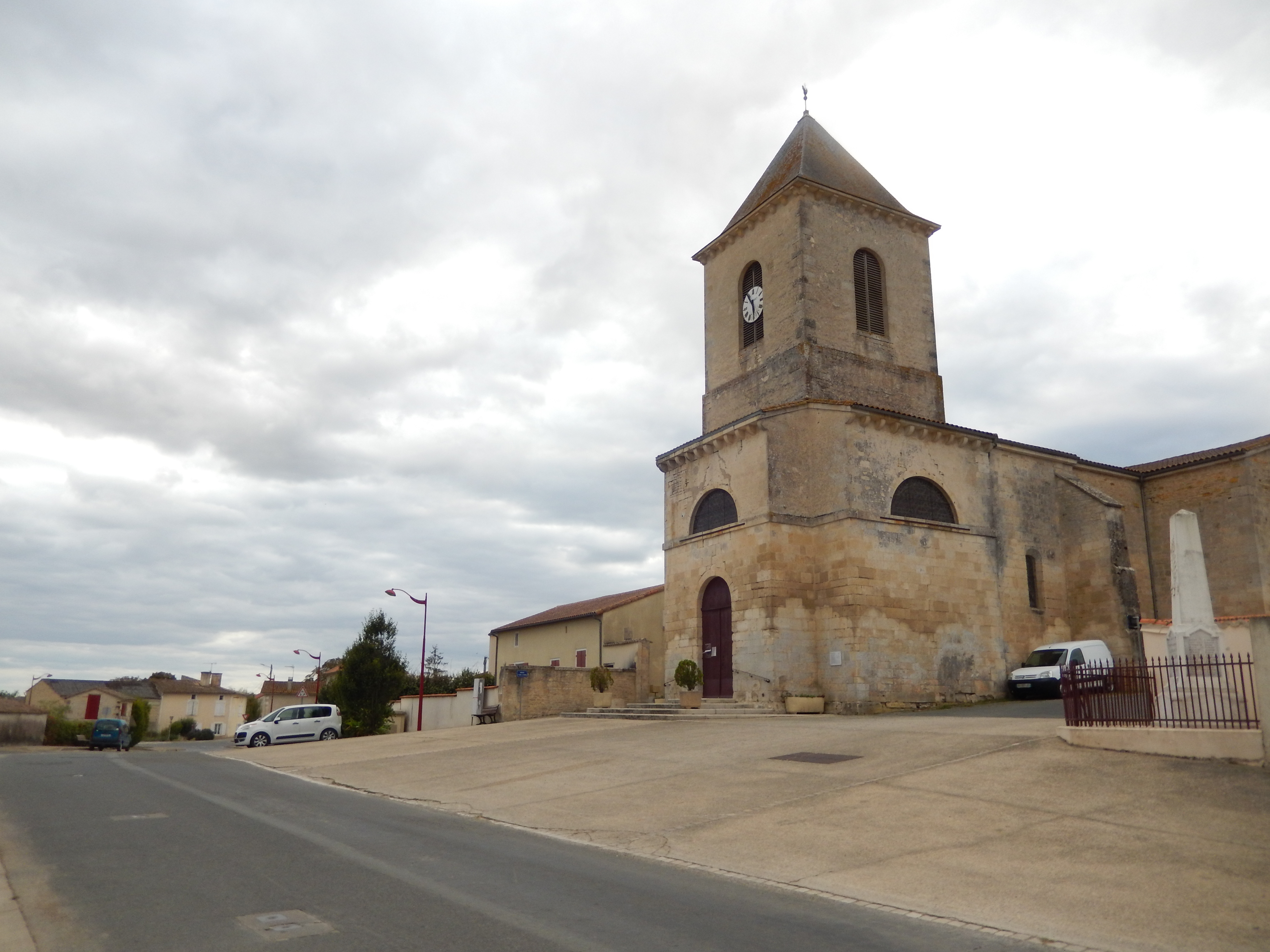
Kirche Saint-Martin

- Kirche Saint-Martin